# Велека
Велека (на турски: Kocadere, Коджадере) е река в Турция и България, област Бургас – общини Малко Търново и Царево, вливаща се в Черно море. Цялата ѝ дължина е 147 km, от които на турска територия 24 km, а на българска – 123 km, която ѝ отрежда 21-во място сред българските реки. Река Велека е най-голямата река в Югоизточна България и по Южното Черноморие.

## Географска характеристика

### Извор, течение, устие
Река Велека води началото си от турска територия посредством няколко карстови извора в планината Странджа, на 664 m н.в., на 3 km югозападно от турското село Ахлатлъ и на около 5 km югоизточно от българското село Белеврен. На турска територия протича в дълбока и залесена долина като прави голяма дъга, изпъкнала на юг. На около 3 km северно от турското село Чаалайък достига до България, като на протежение от около 2 km служи за граница между двете държави. При устието на левия си приток река Бостанлък (протичаща през турска територия), на 42°04′18″ с. ш. 27°19′46″ и. д. / 42.071667° с. ш. 27.329444° и. д. и 265 m н.в. окончателно навлиза в българска територия.
Първите 5 km на българска територия тече на север, а след това чак до устието си генералното ѝ направление е източно. В горното си течение до моста на шосето Бургас – Малко Търново Велека тече в тясна дълбока долина при много голям надлъжен наклон (до 33%од), който при хидрометричната станция при моста е вече чувствително по-малък (4%од). Склоновете на долината са стръмни (до 50°) и изцяло залесени с високостеблени гори: дъб, явор и други.
След моста реката силно меандрира, като меандрите стават силно извити и често следващи едни след други. Широчината на коритото е към 20 m. Обикновено дълбочината е 0,80 – 1 m. Дъното е песъчливо с отделни по-едри камъни.
Към устието на Младежка река (Карамлък) характерът на долината се променя. Напречният профил се доближава до коритообразен, поради значителното уширение на дъното (към 800 m). Височината на склоновете и наклонът им значително намаляват (до 25 – 30°). Залесеността от нискостеблени гори намалява до 50%, като останалата част е заета с обработваеми земи. Тук вече лъките достигат до 150 m широчина. Надлъжният наклон на реката става към 2%од. Широчината на коритото е към 80 m. Дъното е от едър чакъл и пясък.
Надолу към вливането на десния приток Айдере долината на Велека става пак тясна с широчина към 300 m. В местността Качул долината прави няколко стеснявания и уширения, като напречният ѝ профил се приближава към коритообразен. Коритообразният профил на долината е ясно изразен при вливането на Трашка река, а към село Кости профилът става вече трапецовиден с широчина на дъното над 600 m, изцяло заето от лъки. Широчината на реката е средно 10 – 12 m, а дълбочината ѝ – средно 2 m. Дъното е песъчливо.
От Качул до вливането във Велека на река Колибарски дол е характерно броеницоподобното уширение и стеснение на речната долина. Към село Бродилово долината се разширява до 1200 m. Склоновете са ниски (30 – 50 m) и обрасли с нискостеблени гори. Речното корито се изменя, като дълбочината става по-голяма – 2,5 m. Влиянието от подприщването на морето е вече очевидно. Реката тече с много малка скорост. Всякакви бързеи изчезват. Надлъжният наклон на реката е от 1,0 – 1,80%од. Долината прави едно стеснение при вливането на река Колибарски дол. Напречният профил е типичен трапецовиден. Склоновете са ниски, с наклон 20 – 30°, заети от нискостеблени гори и обработваеми имоти. След вливането на притока Селмата долината бързо променя своя характер. Наклонът и височината на склоновете бързо намаляват. Широчината ѝ достига най-много до 1000 m. Широчината на реката е почти постоянна, 8 – 10 m, а дълбочината е 2 – 4 m. Дъното е глинесто-песъчливо.
При устието на реката водите ѝ се подприщват от морето, тя се разлива и ширината ѝ достига до 50 m, а дълбочината – 7 – 8 m. След моста на шосето Синеморец – Ахтопол реката още повече се разлива, прави голям завой и се влива в Черно море.

### Водосборен басейн, притоци
Площта на водосборния басейн на реката е 955 km², като границите му са следните:
- на северозапад и север, по билото на рида Босна – с водосборните басейни на реките Факийска, Изворска, Ропотамо, Дяволска и Китенска (Караагач);
- на югозапад, по билото на Странджа – малка граница с водосборния басейн на река Марица;
- на юг – с водосборния басейн на Резовска река.

Притоци: → ляв приток, ← десен приток
- ← Долай (в Турция)
- → Бостанлък (в Турция)
- ← Върлидол
- ← Катун
- → Върлидол
- → Младежка река (Карамлък, най-голям приток)
- → Дълбок дол
- ← Айдере
- → Стръмница
- ← Грахиловски дол
- ← Качулски дол
- → Делижанов дол
- ← Стоманенски дол
- → Яменски дол
- → Дяволски дол
- → Трашка река
- ← Язменски дол
- → Шейтадол
- → Селския дол
- → Керезоват дол
- ← Богородички дол
- → Зипков дол
- → Еленица
- ← Ликурашки дол
- ← Колибарски дол
- ← Мукио
- ← Селмата

### Хидроложки показатели
Река Велека е типична средиземноморска река с максимален отток през февруари и минимален през август и септември. Средният годишен отток при моста на шосето Царево – Малко Търново е 9,41 m3/s.
От 1942 Националният институт по метеорология и хидрология поддържа две хидрометрични станции на река Велека – при моста на шосето Бургас – Малко Търново (станция Звездец № 83700) и при моста на шосето Царево – Малко Търново (станция Граматиково № 83800).

## Селища
Въпреки голямата си дължина за българска река, по течението ѝ има само 2 населени места в Община Царево: селата Кости и Бродилово.

## Стопанско значение, флора и фауна, защитени местности
Водите на река Велека са едни от най-чистите в България. В долното ѝ течение, там където долината ѝ се разширява около селата Кости и Бродилово и има обработваеми земи, водите ѝ се използват за напояване. Последните 8 км от течението ѝ са плавателни за малки морски съдове.
Водите на Велека са богати на растителен и животински свят. Растения с особено значение за района на река Велека са защитените водни лилии и блатно кокиче. По бреговете на реката се среща елша, бамбук, габър, бряст, ясен, увивни растения и др. В долното течение – гъсти, на места непроходими лонгозни гори. В реката са установени повече от 30 различни вида сладководни риби. Най-често се среща кефал. Открити са 5 вида животни, които присъстват в Червената книга на България, между които са змиорката и дивият шаран.
В поречието на Велека се намират защитените местности „Велека“ (в средното течение) и „Устието на Велека“, а във водосборния ѝ басейн – защитената местност „Парория“ и резерватите „Витаново“, „Средока“, и „Силкосия“.

## Други
На река Велека е наречена улица в квартал „Сухата река“ в София (Карта).

## Топографска карта
- Лист от карта K-35-67. Мащаб: 1 : 100 000.
- Лист от карта K-35-68. Мащаб: 1 : 100 000.